# Case hardening

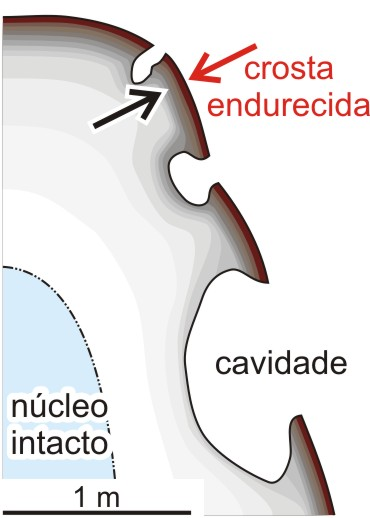
Case hardening

Case hardening é um fenômeno geológico de intemperismo que resulta no endurecimento da superfície da rocha. Ocorre comumente em: rochas alcalinas félsicas, tais como nefelina sienito, fonolito e traquito; rochas piroclásticas, como depósito de fluxo piroclástico, tefra de cinza vulcânica e depósito de conduto vulcânico; rochas sedimentares, como arenito e argilito.

## Processo intempérico
O intemperismo químico altera os minerais constituintes da superfície da rocha. Decomposição dos minerais máficos e opacos liberam íons e colóides de ferro, magnésio, cálcio e enxofre. Alteração  e de feldspatos e feldspatóides libera colóides de sílica. Esses materiais são lixiviados e transportados pela água superficial. Os materiais remanescentes são altamente aluminosos e silicáticos. Esses podem ter uma certa firmeza mecânica dos próprios minerais, porém não há coesão. Portanto a superfície intemperizada é geralmente porosa. Assim desta forma, a desintegração da rocha ocorre a partir da superfície.
Por outro lado, existem certos casos em que a superfície intemperizada adquire firmeza mecânica superior à subsuperfície. Os materiais lixiviados e dissolvidos na água superficial infiltram na parte alterada na superfície de rocha e cimentam os minerais remanescentes sílica-aluminosos. O endurecimento da superfície através deste processo é denominado case hardening. A fragilidade física da subsuperfície em relação à superfície do bloco rochoso é chamada eventualmente de core softening.

## Ocorrências naturais

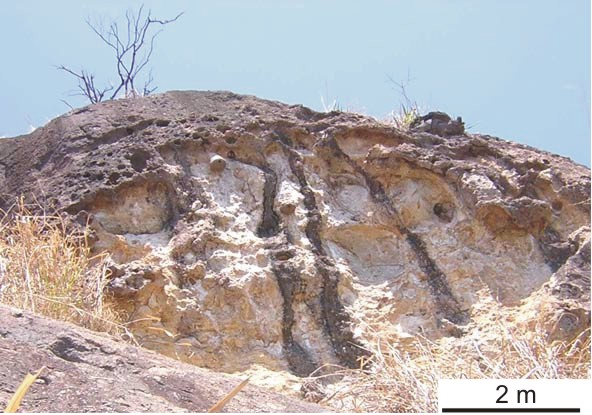
Exemplo de case hardening sobre brecha vulcânica traquítica, Nova Iguaçu, RJ.

Este fenômeno ocorre em vários tipos de rochas, preferencialmente rochas porosas, tais como arenito, quartzito e cinza vulcânica. O efeito de cimentação por sílica é proeminente, observando-se em arenito e quartzito. Um fenômeno similar é observado em rochas alcalinas félsicas, tais como nefelina sienito, álcali sienito, fonolito e traquito, devido à fragilidade intempérica de nefelina e feldspato alcalino. O case hardening que ocorre nos clastos traquítica de brecha vulcânica apresenta feições peculiares.
A sonda marciana Spirit observou case hardening na superfície das rochas presentes na cratera Gusev formada por impacto de meteorito. O fenômeno é atribuído ao intemperismo mediante água superficial, sendo considerado como uma prova da existência de água em estado líquido no longínquo passado no Planeta Marte

## Dissociação mineral
Na superfície endurecida por case hardening de rochas alcalinas félsicas, o intemperismo afeta seletivamente determinados minerais. A nefelina é um mineral muito sensível ao intemperismo químico e é facilmente alterada em natrolita e cancrinita. Em afloramentos de nefelina sienito e fonolito e gnaisse de composição nefelina sienítica, a nefelina intemperizada destaca-se pela cor branca sobre o fundo escuro da rocha intemperizada. Após a lixiviação de nefelina, formam-se cavidades na superfície da rocha.
Fenômeno similar ocorre também na alteração seletiva de fenocristais de feldspato alcalino de rochas traquíticas, dacíticas e riolíticas. O feldspato alcalino é quimicamente mais resistente do que a nefelina. Entretanto, a água infiltra ao longo dos planos de clivagem e o intemperismo avança facilmente até o núcleo do mineral. Com o auxílio dessa alteração, ocorre a desintegração física do feldspato alcalino e formação das cavidades na superfície da rocha. Este fenômeno intempérico é chamado de dessociação mineral (mineral dissociation). Caso este processo seja avançado, a superfície intemperizada apresenta aparência similar à estrutura vesicular. Esta feição é denominada estrutura pseudovesicular (pseudovesicular structure).

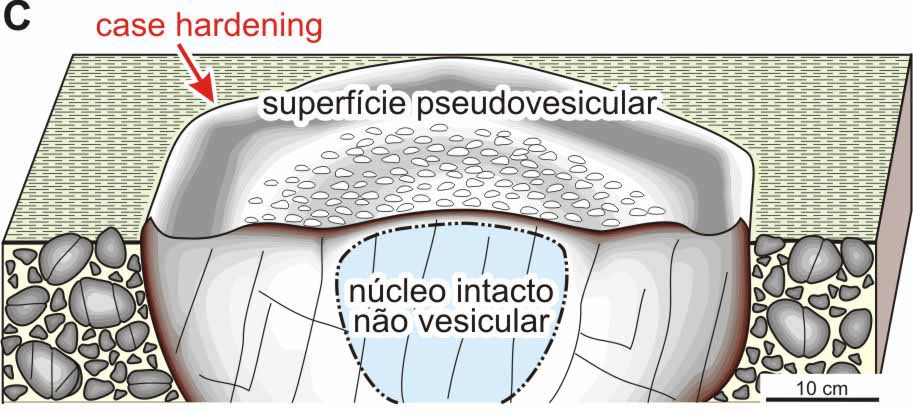
Estrutura pesudovesicular.

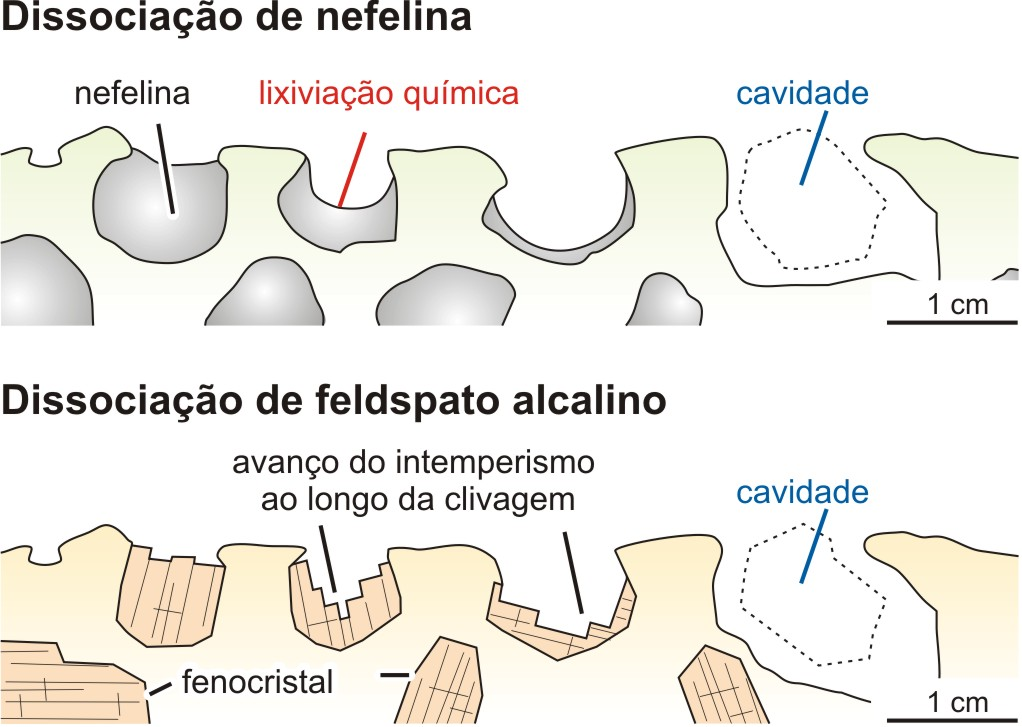
Dissociação mineral.

## Bomba vulcânica ou crasto maciço?
No maciço Mendanha, Nova Iguaçu e maciço Itaúna, São Gonçalo, ambos do Estado do Rio de Janeiro, surgiram as hipóteses da suposta existência de vulcões extintos que eram ativos na época da extinção de dinossauros. Um dos importantes argumentos dessa hipótese foi presença de "bomba vulcânica". No caso da ocorrência de Nova Iguaçu, houve informações de "spatter", "escória", "pillow" e "bomba de crosta-de-pão".
As pesquisas geológicas recentes revelaram que os objetos consideradas como "bombas vulcânicas" não têm estrutura porosa, como deveriam estar. Esses clastos são de estrutura maciça, com núcleo intacto. Isto é, esses não são bombas vulcânicas, mas sim, clastos traquíticos da brecha vulcânica. A intemperizada desses clastos apresentam forte efeito de case hardening, demonstrando típica estrutura pseudovesicular. Por isso, os clastos foram interpretados equivocadamente por trabalhos anteriores como bombas vulcânicas. A comprovação da inexistência de bombas vulcânicas inviabilizou a hipótese de vulcão.